# Drievoudige Kennis
De Drievoudige Kennis (Pali: tevijja of abhijna) is onderwezen door de Boeddha, en zij behelst de drie hoogste vormen van kennis volgens de boeddhistische leer. Deze vormen van kennis kunnen ontwikkeld of bereikt worden door een hoog niveau van kunde in de praktijk van ethiek, meditatie en wijsheid.
De Drievoudige Kennis omvat de volgende drie elementen:
1. Het herinneren van vorige levens (Pali: pubbe-nivāsānussati); zoals het zichzelf kunnen herinneren dat je in een vorige leven díe persoon was, dáár leefde, dát soort werk deed, dít soort dingen meemaakte en stierf door déze oorzaak.
2. Het hemels oog (Pali: dibba-cakkhu); zoals het kunnen zien van goden en geesten, hemels en hellen, en hoe wezens na hun dood wedergeboren worden als gevolg van hun karma.
3. De extinctie van de mentale vergiften en het bereiken van mentale puurheid en perfectie (Pali: āsavakkhaya); het realiseren van Nirvana en het bereiken van het Arahantschap.